# Jasenová
Jasenová (em húngaro: Jaszenova) é um município da Eslováquia, situado no distrito de Dolný Kubín, na região de Žilina. Tem 11,93 km² de área e sua população em 2018 foi estimada em 424 habitantes.

## Demografia
| Ano:        | 1994 | 2004   | 2014   | 2024   |
| ----------- | ---- | ------ | ------ | ------ |
| Broj ljudi: | 392  | 399    | 409    | 434    |
| Razlika:    |      | +1,78% | +2,50% | +6,11% |

| Ano:               | 2023 | 2024   |
| ------------------ | ---- | ------ |
| Número de pessoas: | 437  | 434    |
| Diferença:         |      | -0,68% |